# Vigneulles-lès-Hattonchâtel
 Vigneulles-lès-Hattonchâtel  es una población y comuna francesa, en la región de Lorena, departamento de Mosa, en el distrito de Commercy y cantón de Vigneulles-lès-Hattonchâtel.

## Demografía
| 1371 | 1242 | 1250 | 1245 | 1355 | 1371 |
| Para los censos de 1962 a 1999 la población legal corresponde a la población sin duplicidades (Fuente: INSEE [Consultar]) |      |      |      |      |      |